# Mau-Laku (Ort)
Mau-Laku (Maulako) ist ein Ort auf der südostasiatischen Insel Atauro, die zu Osttimor gehört. Die Siedlung befindet sich im Süden der Aldeia Mau-Laku (Suco Maquili, Gemeinde Atauro), nah der Ostküste auf einer Meereshöhe von 209 m. Südlich stehen drei Sendeantennen der Telekommunikationsfirmen Timor Telecom, Telkomcel und Telemor.